# Gorochovius trinervus
Gorochovius trinervus är en insektsart som beskrevs av Xie, L., Z. Zheng och W. Li 2004. Gorochovius trinervus ingår i släktet Gorochovius och familjen syrsor. Inga underarter finns listade i Catalogue of Life.